# Nate Kaeding
Nate Kaeding (født 26. marts 1982 i Iowa City, Iowa, USA) er en tidligere amerikansk footballspiller, der spillede i NFL som place kicker. Han spillede ni år i ligaen, og repræsenterede primært San Diego Chargers.
Kaedings præstationer skaffede ham i 2006 og 2009 udtagelse til Pro Bowl, NFL's All Star-kamp.

## Klubber
- 2004-2012: San Diego Chargers
- 2012: Miami Dolphins